# 폴부 아 페이라
폴부 아 페이라(갈리시아어: polbo á feira)는 갈리시아의 문어 요리이다. 스페인의 다른 지역에서는 "갈리시아식 문어 요리"라는 뜻의 풀포 아 라 가예가(스페인어: pulpo a la gallega)로 불린다. 갈리시아의 국민 음식 가운데 하나로 여겨진다.

## 이름
갈리시아어 "폴부 아 페이라(polbo á feira)"는 "문어"를 뜻하는 "폴부(polbo)", "~에"라는 뜻의 전치사 "아(a)"와 정관사 "아(a)"를 합친 형태인 "아(á)", "시장"이라는 뜻의 "페이라(feira)"가 합쳐진 말로, "시장에서 파는 문어 요리"라는 뜻이다. 스페인어 직역어는 "풀포 아 라 페리아(pulpo a la feria)"이지만, 스페인의 다른 지역에서는 "갈리시아식 문어 요리"라는 뜻의 "풀포 아 라 가예가(pulpo a la gallega)"로 불린다.

## 만들기
흔히 참문어가 사용된다. 구리 솥에 삶는데, 삶기 전에 문어를 두드리거나 얼렸다 녹여서 부드럽게 만든다. 문어 머리를 잡고 다리 부분을 끓는 물에 몇 차례 담갔다 빼는데, 이는 문어 껍질이 벗겨지지 않고 다리가 동그랗게 말려 올라가도록 하기 위함이다. 문어는 부드러워질 때까지 40~50분 삶아서, 가위로 1cm 정도 간격으로 토막낸다. 전통적으로 나무 접시에 담아서 굵은 소금과 매운 파프리카가루로 양념하고 올리브유를 뿌려 낸다. 이쑤시개로 먹는 것이 전통이며, 적포도주를 곁들이는 경우가 많다.
문어는 덜 삶거나 지나치게 오래 삶아서 질겨지면 안 되기 때문에, 갈리시아의 시장에는 문어를 전문적으로 삶는 "폴베이라(polbeira)"가 존재한다. "폴베이라"는 여성형 명사이며, 시장에서 문어를 삶는 사람은 전통적으로 여성이었다. 남성형은 "폴베이루(polbeiro)"이다. 문어 요리를 파는 곳도 "폴베이라"라고 불린다. 복수형은 "폴베이라스(polbeiras)"이다.

## 사진

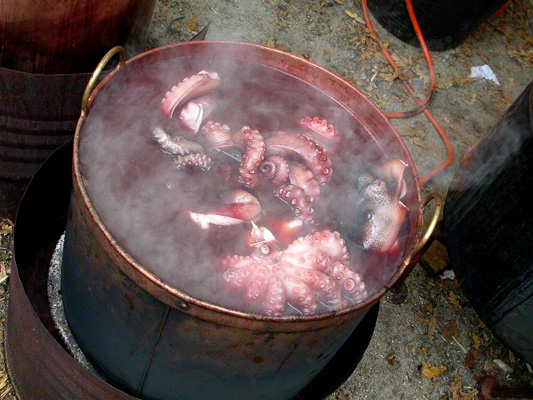
구리 솥에 문어를 삶는 모습

## 같이 보기
- 문어숙회